# 國土情報監測部門
國土情報監測部門（法語：Direction de la surveillance du territoire，缩写为DST）是1944年至2008年间法国的一个对内情报机构。它负责反间谍、反恐怖、反外来威胁和干涉以及维护法国安全的。它创建于1944年，其总部坐落在巴黎。 2008年7月1日，领土监护局和普通情报局（Direction centrale des renseignements généraux，缩写为DCRG）合并为国内情报总局（Direction centrale du renseignement intérieur，缩写为DCRI）。

## 历史
1944年11月16日，法兰西共和国临时政府主席夏尔·戴高乐签署命令，决定成立领土监护局，由法国内政部领导，该命令在11月22日正式生效。
1981年间，领土监护局招募了苏联克格勃官员弗拉基米尔·韦特罗夫作为间谍，领土监护局给他取的代号是“再见”。1981年至1982年间弗拉基米尔·韦特罗夫给领土监护局提供了大约4000份绝密文件，1983年，法国宣布驱逐47名苏联工作人员出境。
2008年7月1日，领土监护局和普通情报局合并为国内情报总局（现名对内安全总局）。

## 组织结构
- 技术处[4]
- 反间谍处
- 反恐怖处
  - 负责对付欧洲和中东的恐怖分子的科
  - 对付拉美和古巴的恐怖分子的科
- 保安处
- 行动处
- 秘密情报处

## 历任局长
| 任次 | 姓名                       | 任职時期                      |
| 1    | 罗杰·韦伯特                | 1944年 - 1959年               |
| 2    | Gabriel Eriau              | 1959年 - 1961年               |
| 3    | Daniel Doustin             | 1961年 - 1964年               |
| 4    | Tony Roche                 | 1964年 - 1967年               |
| 5    | Jean Rochet                | 1967年 - 1972年               |
| 6    | Henri Biard                | 1972年 - 1974年               |
| 7    | 雅克·夏东                  | 1974年 - 1975年               |
| 8    | 马赛尔·夏乐特              | 1975年11月 - 1982年11月       |
| 9    | 伊夫·博内                  | 1982年 - 1985年               |
| 10   | 雷米·博达                  | 1985年8月 - 1986年4月         |
| 11   | 伯纳德·杰勒德              | 1986年4月 - 1990年5月         |
| 12   | 雅克·富尔                  | 1990年5月23日 - 1993年10月5日 |
| 13   | 菲利普·巴洪                | 1993年10月6日 - 1997年        |
| 14   | 让-雅克·帕斯卡             | 1997年 - 2002年               |
| 15   | 皮埃尔·德·布斯凯·德·弗洛里 | 2002年 - 2007年               |
| 16   | 伯纳德·斯夸尔奇尼          | 2007年 - 2008年               |